# Oncopsis flavovirens
Oncopsis flavovirens är en insektsart som beskrevs av Kuoh och Chen. Oncopsis flavovirens ingår i släktet Oncopsis och familjen dvärgstritar. Inga underarter finns listade i Catalogue of Life.